# Purson
Purson — британская группа из Лондона, исполнявшая музыку в жанре психоделического и прогрессивного рока. Основана Розали Каннингем после распада её прошлого коллектива Ipso Facto.

## История
Для названия новой группы Каннингем хотела выбрать имя какого-нибудь божества, однако музыканты не смогли подобрать таким образом имя, которое бы им понравилось. После этого они решили поискать среди имён демонов и в итоге выбрали имя Пурсона — одного из королей ада в списке демонов «Гоетии».
Первые релизы группы выпускались на лейбле Rise Above Records. В апреле 2012 года вышел мини-альбом Rocking Horse. В 2013 году Purson выпустили дебютный полноформатный альбом The Circle and the Blue Door (также на лейбле Rise Above, в США выпуском занимались Metal Blade Records). Альбом получил хорошие оценки от критиков и слушателей. В том же году были выпущены два сингла (один до выхода альбома, и один после). В 2014 году Purson выпустили мини-альбом In the Meantime….
В числе других группа поддерживала Kiss в рамках их выступления Kiss Kruise 2014 года. В 2015 году Purson сопровождали группу Ghost в их туре «Black to the Future» по США.
Второй полноформатный альбом вышел в 2016 году, на этот раз на лейбле Spinefarm Records.
21 апреля 2017 года группа объявила о своем распаде, подтвердив ходившие несколько месяцев слухи о будущем группы. На прощание Purson выпустили сингл «Chocolate Money». Каннингем заявила, что «рамки Purson зашли так далеко, как только могли, и теперь пришло время двигаться дальше». Она выразила стремление к большей самостоятельности и свободе в творчестве в качестве сольного исполнителя.

## Дискография
Альбомы
| Год  | Название                     | Детали |
| ---- | ---------------------------- | --- |
| 2013 | The Circle and the Blue Door | - Выпущен: 29 апреля - Лейбл: Rise Above, Metal Blade, Trooper - Форматы: Компакт-диск, стриминг, лонг-плей, сувенирные пластинки, CD-R |
| 2016 | Desire’s Magic Theatre       | - Выпущен: 29 апреля - Лейбл: Spinefarm - Форматы: Компакт-диск, стриминг, лонг-плей, сувенирные пластинки, CD-R                        |

Мини-альбомы
| Год  | Название         | Детали |
| ---- | ---------------- | --- |
| 2012 | Rocking Horse    | - Выпущен: 9 апреля - Лейбл: Rise Above - Форматы: Стриминг, цифровая дистрибуция, сувенирные пластинки, сингл |
| 2014 | In the Meantime… | - Выпущен: 12 октября - Лейбл: Machine Elf - Форматы: Стриминг, сувенирные пластинки, сингл                    |

Синглы
| Год  | Название                                   | Детали |
| ---- | ------------------------------------------ | --- |
| 2012 | «Rocking Horse» / «Twos and Ones»          | - Выпущен: 9 апреля - Лейбл: Rise Above - Формат: Цифровая дистрибуция                                                        |
| 2013 | «Leaning on a Bear» / «Let Bloom»          | - Выпущен: 18 марта - Лейбл: Rise Above - Формат: Стриминг, сувенирные пластинки, сингл, CD-R                                 |
| 2013 | «The Contract» / «Blueprints of the Dream» | - Выпущен: 9 сентября - Лейбл: Rise Above (CD-R выпускался без лейбла) - Форматы: Стриминг, сувенирные пластинки, сингл, CD-R |
| 2015 | «Electric Landlady»                        | - Выпущен: Ноябрь - Лейбл: Spinefarm - Форматы: CD-R                                                                          |
| 2017 | «Chocolate Money»                          | - Выпущен: 21 апреля - Лейбл: Spinefarm - Форматы: Цифровая дистрибуция, CD-R                                                 |